# Billy Gilbert
Billy Gilbert, artiestennaam van William Gilbert Baron, (Louisville (Kentucky), 12 september 1894 - Hollywood (Californië), 23 september 1971) was een Amerikaans acteur die hoofdzakelijk in komische films speelde. Gilbert speelde in negen Laurel & Hardy-films een prominente rol, maar hij heeft ook met Charlie Chaplin en Buster Keaton samengewerkt.
Twee van zijn bekendste rollen zijn:
- De mallotige veldmaarschalk Herring in The Great Dictator van Charlie Chaplin. Rijksmaarschalk Hermann Göring uit nazi-Duitsland stond model voor dit karakter. Als dictator Adenoid Hynkel per ongeluk van de trap valt door Herrings toedoen rukt Hynkel woedend alle medailles van Herrings uniform.
- Professor Theodor von Schwarzenhoffen in The Music Box van Laurel & Hardy. Als hij pianotransporteurs Laurel en Hardy op de trap wil passeren stelt Hardy voor eromheen te lopen. Rood aanlopend roept hij in een pseudo-Pruisisch dialect: "What, walk AROUND?! ME, Professor Theodore Von Schwarzenhoffen, M.D., A.D., D.D.S., F.L.D., F-F-F-AND F, SHOULD WALK AROUND?!!" Later blijkt dat de piano door Laurel & Hardy in zijn huis is bezorgd als verrassing voor zijn verjaardag. Hij is er niet blij mee: "Piano? Piano?! I hate and detest pianos! They are mechanical blunderbusses! Take it out of here before I commit murder!"